# Bahnlesung
Die Bahnlesung ist die fortlaufende Lesung der biblischen Bücher im christlichen Gottesdienst nach dem Vorbild des jüdischen Synagogengottesdienstes, bei dem die Tora fortlaufend und die Propheten in Auswahl gelesen werden (siehe dazu Haftara). „Die frühe Kirche setzte diese Tradition fort und fügte Lesungen aus den Evangelien und den Briefen der Apostel hinzu.“
In der katholischen Kirche wird seit der vom zweiten Vatikanischen Konzil beschlossenen und von Papst Paul VI. durchgeführten Liturgiereform für die Bahnlesung ein Dreijahreszyklus (bzw. ein Zweijahreszyklus für die Werktagslesungen) gemäß der Leseordnung beachtet.
In den evangelisch-reformierten Gemeinden am Niederrhein wurde lange Zeit „die fortlaufende Lesung (lectio continua) vor Beginn des Gottesdienstes am Sonntagmorgen“ geübt. Noch heute predigen in reformierten Kirchen viele Pastoren und Prediger fortlaufend „über einen fortlaufenden größeren Abschnitt, ja ein ganzes biblisches Buch“.
Die evangelischen Kirchen unierter und lutherischer Prägung folgen hingegen in ihrer Perikopenordnung der älteren katholischen Tradition, nach der jeder Sonntag durch ein Evangelium entsprechend den Themen des Kirchenjahres geprägt ist. Die anderen Lesungen sind passend zu diesem Evangelium zusammengestellt.